# Kościół św. Wita w Českým Krumlovie
Kościół św. Wita w Českým Krumlovie – rzymskokatolicki kościół parafialny pw. św. Wita, położony w Czechach, w kraju południowoczeskim.
Kościół, wraz z historycznym centrum miasta, jest wpisany na listę światowego dziedzictwa UNESCO.
Należy do dekanatu Český Krumlov diecezji czeskobudziejowickiej w Czechach.

## Historia
Pierwsze wzmianki pisemne o parafii pochodzą z 1329 roku. Kościół wybudowany w latach 1407–1439 w miejscu starszego na cyplu nad Wełtawą. Inicjatorem był ks. Hostislav z Bílska, projektantem Linhart z Aldenberku. Prezbiterium jest prawdopodobnie dziełem mistrza Jana z 1407 roku . Budowę nawy kontynuował budowniczy Stanêk z Krumlowa . Konsekrowany w 1439 roku. Do 1885 roku wokół budynku znajdował się cmentarz, zachowały się płyty nagrobne. Nowy cmentarz z drewnianą kaplicą poświęconą 17 listopada 1885 roku założono po drugiej stronie Wełtawy w okolicach ogrodu jezuickiego. W 1638 roku dobudowano zakrystię, w latach 1893–1894 przebudowano wieżę. Restaurowany był w latach 1899–1900 i w 1936 roku. W kościele znajduje się m.in. mauzoleum Wilhelma z Rožemberku .

## Architektura

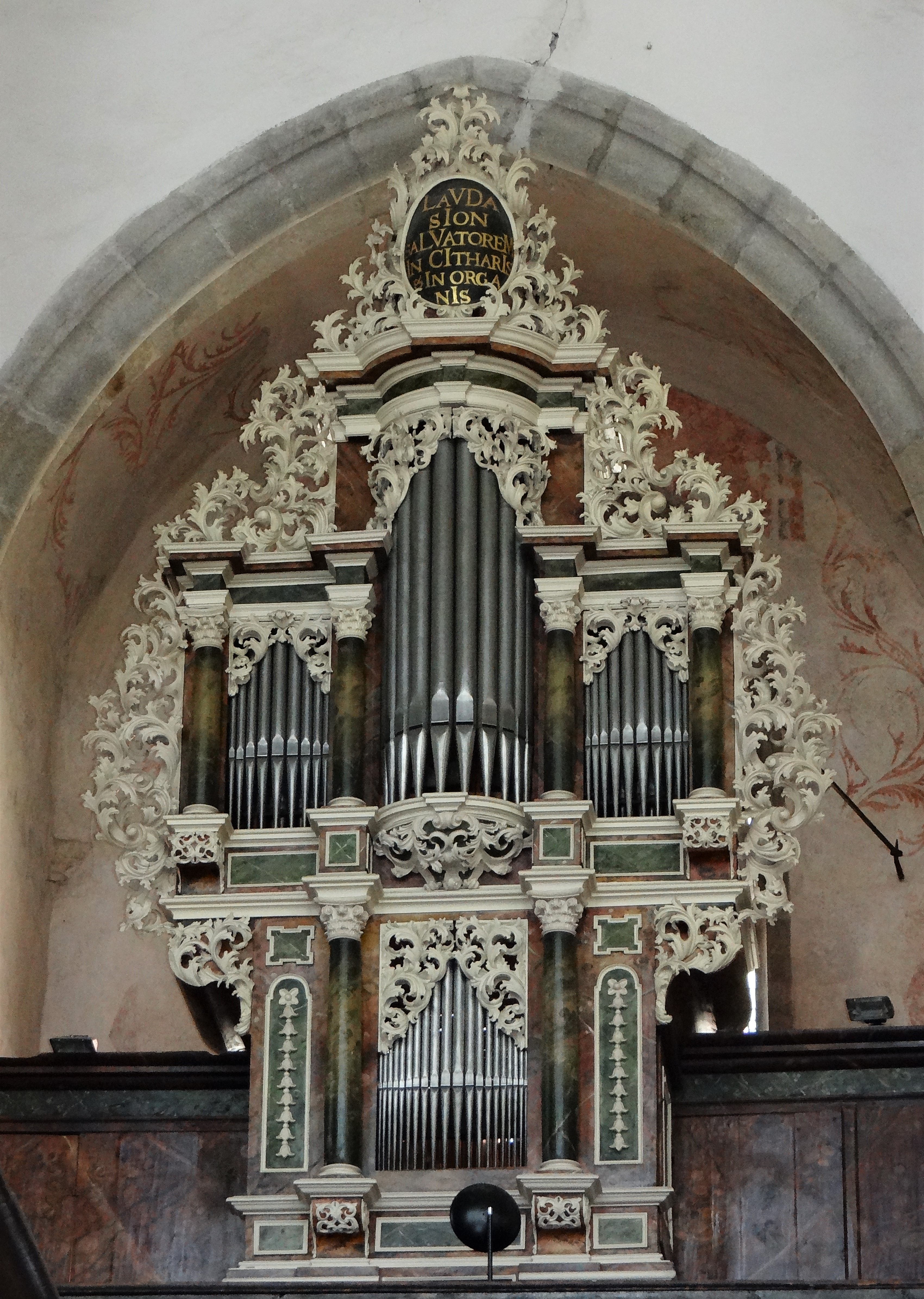
Organy z 1716 roku

Budowla gotycka, halowa trzynawowa. Prezbiterium zamknięte pięciobocznie . Sakramentarium i kruchta dobudowana około 1500 roku. Wieża w zachodniej części kościoła ma romańskie okna na parterze. Najwyższe piętro wieży jest pseudogotyckie i pochodzi z lat 1893–1894 . Obecnie w obiekcie są dwie kaplice, ale do roku 1787 była jeszcze trzecia . Od XV wieku w kościele są dwa organy. W zachodniej części w emporze instrument z 1738 roku i w północnej części małe organy z 1716 ozdobione liśćmi akantu. Chrzcielnica z czerwonego marmuru z baldachimem pochodzi z XVI wieku . W ołtarzu głównym obraz św. Wita i Marii Panny autorstwa Jana Krejčika z lat 1673–1683 , ufundowany przez parę książęcą Jana Kristiána z Eggenberku i Marię Ernestin z domu Schwarzenberk. Do roku 1780 było kilka ołtarzy bocznych fundowanych przez gildie działające w mieście . 

### Kaplica św. Jana Nepomucena
Kaplicę ufundował Adam František ze Schwarzenbergu i jego żona Eleonora Amalie ze Schwarzenbergu w latach 1726–1729. Autorem był E.A. Martinelli. W rokokowym ołtarzu znajduje się obraz przedstawiający śmierć św. Jana Nepomucena z 1729 roku autorstwa Pietra van Roye. Ołtarz jest repliką ołtarza Berniniego w Rzymie .

### Kaplica Zmartwychwstania Pańskiego
Kaplica pochodzi z okresu gotyckiej budowy kościoła. W okresie baroku usunięto żebra sklepienne . Wystrój malarski wykonał František Jakub Prokyš w roku 1777.

### Kaplica św. Hieronima
Nieistniejącą obecnie kaplicę św. Hieronima po zachodniej stronie kościoła, ufundował Johan von Rosenberg w roku 1389. W XVI wieku kościół był zarezerwowany dla ludności czeskiej, a ludność niemiecka korzystała z kaplicy. W 1787 pomieszczenia zamknięto i sprzedano .